# Divize D 1980/1981
V soubojích 16. ročníku Moravskoslezské divize D 1980/81 (jedna ze skupin 3. fotbalové ligy) se utkalo 16 týmů každý s každým dvoukolovým systémem podzim–jaro. Tento ročník začal v srpnu 1980 a skončil v červnu 1981. Byl to poslední ročník v třetiligové historii Divize D (1965/66 – 1968/69, 1977/78 – 1980/81).
Po sezoně byla provedena reorganizace nižších soutěží, Divize D je od sezony 1981/82 až dosud jednou ze skupin 4. nejvyšší soutěže. Vzhledem ke zmiňované reorganizaci postoupila 4 mužstva, fakticky však hrála dále v jedné ze skupin 3. nejvyšší soutěže. Mužstvo TJ Zetor Brno po sezoně přešlo na jeden ročník do Divize C 1981/82.

## Nové týmy v sezoně 1980/81
- Z II. ligy – sk. B 1979/80 sestoupilo do Divize D mužstvo TJ NHKG Ostrava.
- Z Jihomoravského krajského přeboru 1979/80 postoupilo vítězné mužstvo TJ Zetor Brno.[1]
- Ze Severomoravského krajského přeboru 1979/80 postoupilo vítězné mužstvo TJ MS Karolinka.[2]

## Konečná tabulka
Zdroj: 
| Poř. | Tým                                 | Z  | V  | R  | P  | VG | OG | B  |
| ---- | ----------------------------------- | -- | -- | -- | -- | -- | -- | -- |
| 1.   | TJ Spartak PS Přerov                | 30 | 16 | 8  | 6  | 43 | 27 | 40 |
| 2.   | TJ Spartak Uherský Brod             | 30 | 15 | 9  | 6  | 53 | 28 | 39 |
| 3.   | TJ Baník Havířov                    | 30 | 16 | 7  | 7  | 47 | 26 | 39 |
| 4.   | TJ Zbrojovka Vsetín                 | 30 | 14 | 11 | 5  | 42 | 32 | 39 |
| 5.   | TJ NHKG Ostrava (S)                 | 30 | 15 | 6  | 9  | 43 | 23 | 36 |
| 6.   | TJ Jiskra Staré Město               | 30 | 14 | 5  | 11 | 48 | 47 | 33 |
| 7.   | TJ Slovácká Slavia Uherské Hradiště | 30 | 10 | 8  | 12 | 35 | 32 | 28 |
| 8.   | TJ US Uničov                        | 30 | 10 | 8  | 12 | 32 | 35 | 28 |
| 9.   | TJ Tatran PKZ Poštorná              | 30 | 10 | 7  | 13 | 26 | 31 | 27 |
| 10.  | TJ TŽ Třinec „B“                    | 30 | 10 | 7  | 13 | 34 | 46 | 27 |
| 11.  | TJ Baník 1. máj Karviná             | 30 | 9  | 8  | 13 | 32 | 50 | 26 |
| 12.  | TJ Zetor Brno (N)                   | 30 | 9  | 7  | 14 | 42 | 41 | 25 |
| 13.  | TJ Slavia Kroměříž                  | 30 | 9  | 6  | 15 | 49 | 48 | 24 |
| 14.  | TJ Baník Horní Suchá                | 30 | 8  | 8  | 14 | 28 | 46 | 24 |
| 15.  | TJ MS Karolinka (N)                 | 30 | 8  | 7  | 15 | 35 | 47 | 23 |
| 16.  | TJ Tatra Kopřivnice                 | 30 | 7  | 8  | 15 | 22 | 52 | 22 |

Poznámky:
- Z = Odehrané zápasy; V = Vítězství; R = Remízy; P = Prohry; VG = Vstřelené góly; OG = Obdržené góly; B = Body; (S) = Mužstvo sestoupivší z vyšší soutěže; (N) = Mužstvo postoupivší z nižší soutěže (nováček)

|  | Postup do II. ligy – sk. B 1981/82                   |
|  | Přechod do Divize C 1981/82                          |
|  | Sestup do Severomoravského krajského přeboru 1981/82 |